# Camila Ashland
Camila Ashland (Nueva York, 24 de marzo de 1911-Palm Desert, 12 de septiembre de 2008) fue una actriz estadounidense, conocida por sus papeles en V y V The Final Battle.  También fue Minnie Du Val en la serie televisiva Sombras tenebrosas. Fue nominada a los Premios Tony a la categoría de Mejor actriz revelación por su actuación en Black Comedy/White Lies en 1967.

## Carrera
También protagonizó la soap opera Hospital General como Alice Grant en 1976–77, y en la miniserie de la NBC de 1983  V y su secuela de 1984, V: The Final Battle, en el que interpretada a Ruby Engels. Hizo apariciones como artista invitada en Las chicas de oro, Cheers, Hospital, Hardcastle and McCormick y Taxi.
En el cine, apareció en películas como La gran pelea (Any Which Way You Can) y 10, la mujer perfecta. Apareció en producciones de Broadway como Darling of the Day (1968), Dear World, Follies (1971) o The Women.
Se casó con el director de Broadway James Vincent Russo, con el que adoptaron a su hijo, Walter Russo.